# Lugalsza’engur

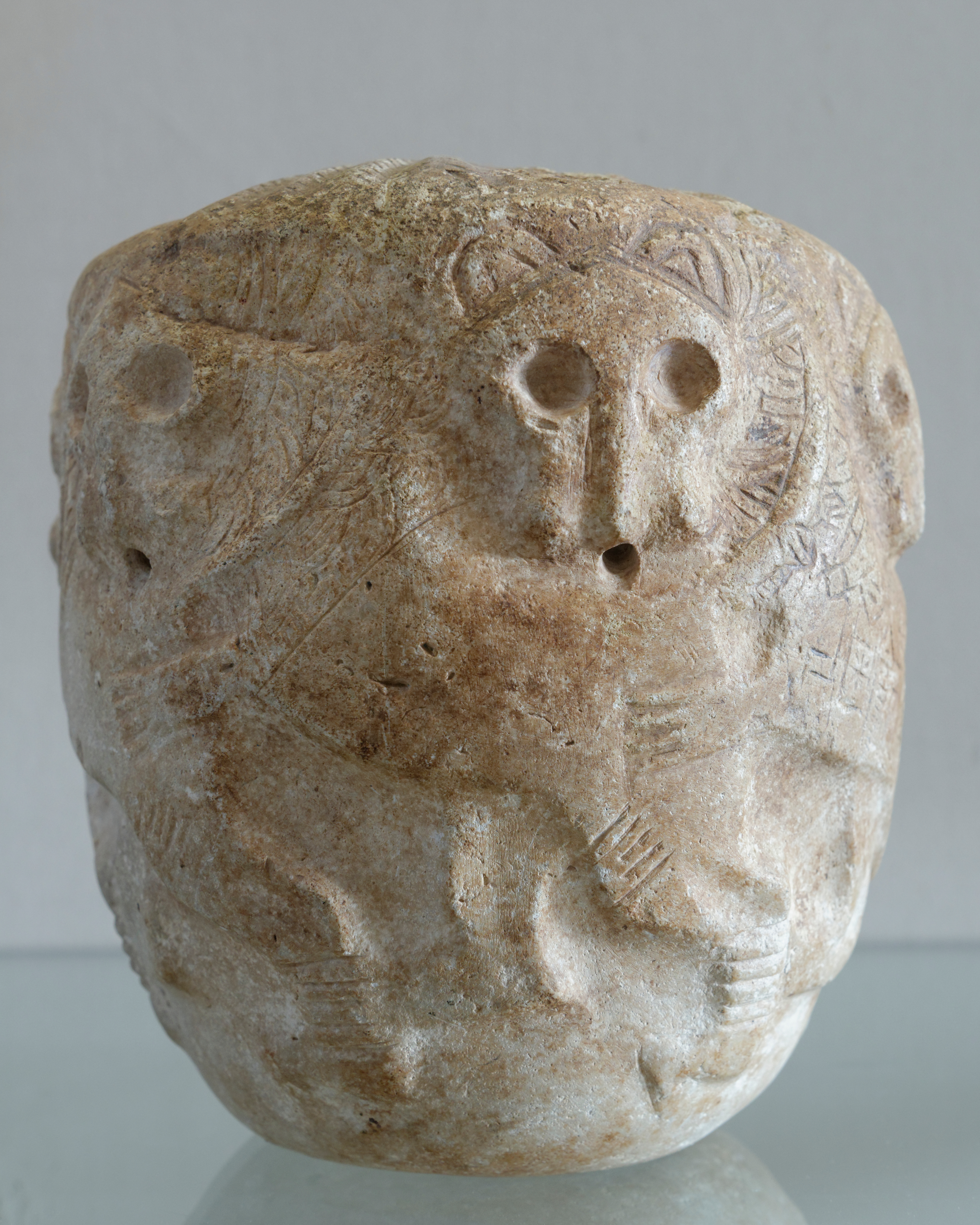
Głowica maczugi Mesilima z inskrypcją wzmiankującą Lugalsza’engura; zbiory Luwru (AO 2349).

Lugalsza’engur – władca miasta-państwa Lagasz, panujący ok. roku 2525 p.n.e., uzależniony politycznie od Mesilima, króla miasta-państwa Kisz, wymieniony w jednej z jego inskrypcji:
„Mesilim, król Kisz, budowniczy świątyni boga Ningirsu (w Lagasz), umieścił (tę kamienną głowicę maczugi) dla Ningirsu. Lugalsza’engur jest władcą Lagasz”
Najprawdopodobniej to właśnie za czasów Lugalsza’engura jego suweren Mesilim działał jako mediator pomiędzy Lagasz i Ummą, ustalając - jak wspomina jedna z inskrypcji późniejszego władcy Lagasz Enmeteny - przebieg granicy pomiędzy obu tymi miastami-państwami.
Imię Lugalsza’engura (podobnie jak i imię Mesilima) nie występuje w Sumeryjskiej liście królów. Następcą Lugalsza’engura w Lagasz był najprawdopodobniej Ur-Nansze.